# حصص الدخل
تستخدم معادلة حصص الدخل من قبل العديد من الدول لتحديد المقدار المخصص لدعم الطفل بدلاً من التكلفة الفعلية اللازمة لتربية الطفل. ولا تعتمد جداول حصص الدخل المستخدمة لحساب دعم الطفل بشكل مباشر على النفقات الفعلية على الأطفال، ولكنها تعتمد على التقديرات غير المباشرة للتكاليف المتعلقة بالأطفال. وتفترض حصص الدخل أن نفقات الأطفال تعكس الإنفاق اللازم لاستعادة مستوى الحياة للعائلة مرة أخرى إلى ما كان عليه قبل الطلاق أو قبل الإنجاب. وقد تم تطوير هذا الأسلوب لأول مرة في القرن التاسع عشر للرد على الاستفسارات الاقتصادية بين أنواع العائلات المختلفة، إلا أنه لم يكن المقصود منه مطلقًا قياس تكلفة تربية الأطفال.
وبشكل تقريبي، تعتمد نصف الإرشادات المتعلقة بدعم الأطفال في الولايات المتحدة على نموذج دعم حصص الدخل للأطفال. وقد تم تطوير نموذج دعم حصص الدخل للأطفال على يد الاقتصادي د. روبرت جي ويليام معتمدًا على أعمال توماس إسبينشاد. وقد قام إسبينشاد بتحليل مسح نفقات العملاء بين عامي 1972 و 1973 لتحديد تكاليف تربية الأطفال في الولايات المتحدة. وعدد الدول التي تستخدم نموذج حصص الدخل آخذ في التناقص.

## وصلات خارجية
- Income Shares at GuidelineEconomics.com
- Advisory Panel on Child Support Guidelines (U.S.)  Williams, Robert J. ""Development of Guidelines for Child Support Orders: Advisory Panel Recommendations and Final Report", II-68 to II-75. (1987, Washington D.C.) U.S. Dept. of Health and Human Services, Office of Child Support Enforcement, National Center for State Courts.
- 21 Fam.L.Q. 281, 289 (Fall 1987)  Williams, Robert J. "Guidelines for Setting Levels of Child Support Orders"